# Péter Kropkó
Dans le nom hongrois Kropkó Péter, le nom de famille précède le prénom, mais cet article utilise l’ordre habituel en français Péter Kropkó, où le prénom précède le nom.
Péter Kropkó, né le 1er septembre 1963 à Miskolc en Hongrie, est un triathlète professionnel, douze fois champion de Hongrie et multiple vainqueur sur distance Ironman.

## Palmarès
Le tableau présente les résultats les plus significatifs (podium) obtenus sur le circuit international de triathlon et de duathlon depuis 1990,.
| Année | Compétition                       | Pays             | Position           | Temps           |
| ----- | --------------------------------- | ---------------- | ------------------ | --------------- |
| 2005  | Ironman Japon                     | Japon            | Médaille d'argent  | 8 h 51 min 52 s |
| 2004  | Ironman Japon                     | Japon            | Médaille d'or      | 8 h 45 min 39 s |
| 2002  | Strongman All Japan Triathlon     | Japon            | Médaille d'or      | 7 h 51 min 22 s |
| 2001  | Ironman Suisse                    | Suisse           | Médaille d'or      | 8 h 29 min 49 s |
| 2001  | Strongman All Japan Triathlon     | Japon            | Médaille d'or      | 7 h 33 min 43 s |
| 2000  | Ironman Suisse                    | Suisse           | Médaille d'argent  | 8 h 21 min 5 s  |
| 2000  | Strongman All Japan Triathlon     | Japon            | Médaille d'or      | 7 h 40 min 25 s |
| 1999  | Ironman Suisse                    | Suisse           | Médaille d'or      | 8 h 32 min 51 s |
| 1999  | Strongman All Japan Triathlon     | Japon            | Médaille d'or      | 7 h 30 min 5 s  |
| 1998  | Ironman Suisse                    | Suisse           | Médaille de bronze | 8 h 33 min 14 s |
| 1997  | Ironman Suisse                    | Suisse           | Médaille d'or      | Timing          |
| 1997  | Fredericia Triathlon              | Danemark         | Médaille d'or      | Timing          |
| 1996  | Ironman Suisse                    | Suisse           | Médaille d'or      | 8 h 50 min 50 s |
| 1995  | Championnats d'Europe de duathlon | Hongrie          | Médaille d'argent  | 1 h 53 min 9 s  |
| 1994  | Ironman Europe                    | Allemagne        | Médaille d'argent  | 8 h 3 min 35 s  |
| 1993  | Ironman Europe                    | Allemagne        | Médaille de bronze | Timing          |
| 1993  | Ironman Nouvelle-Zélande          | Nouvelle-Zélande | Médaille de bronze | 8 h 44 min 52 s |
| 1991  | Ironman Europe                    | Allemagne        | Médaille de bronze | Timing          |
| 1990  | Ironman Europe                    | Allemagne        | Médaille d'argent  | Timing          |